# Pedro Fernandez de Frias
Pour les articles homonymes, voir Frias (homonymie).
Pedro Fernandez de Frias, dit le cardinal d'Espagne ou d'Osma, (né à Burgos, Espagne, et mort à Florence le 19 septembre 1420) est un pseudocardinal espagnol du XIVe siècle et du début du XVe siècle créé par l'antipape d'Avignon Clément VII .

## Biographie
De Frias est valido du roi Henri III de Castille et de son fils le roi Jean II. En 1379 il est nommé évêque d'Osma.
L'antipape Clément VII le crée cardinal lors du consistoire du 23 janvier 1394. Le cardinal de Frias ne participe pas au conclave de 1394 lors duquel l'antipape Benoît XIII est élu.
Il tombe en disgrâce à la cour de Castille pendant le conflit entre les supporteurs et adversaires de l'antipape Benoît XIII,de Frias étant adversaire. Le pseudo-cardinal doit quitter l'Espagne et va à Rome. Il abandonne l'obédience de l'antipape d'Avignon en 1408 et est déposé par lui. De Frias participe au concile de Pise et participe au conclave de 1409, lors duquel l'antipape Alexandre V est élu. L'antipape le nomme vicaire de Rome. En 1410 il participe au conclave lors duquel l'antipape Jean XXIII est élu et est archiprêtre de la basilique Saint-Pierre. De Frias participe au conclave de 1417 (élection de Martin V) et est nommé légat à Venise et fond l'abbaye de Santa María de Jerónimos de Espeja.

### Article lié
- Liste des cardinaux d'Avignon